# Erbsünde

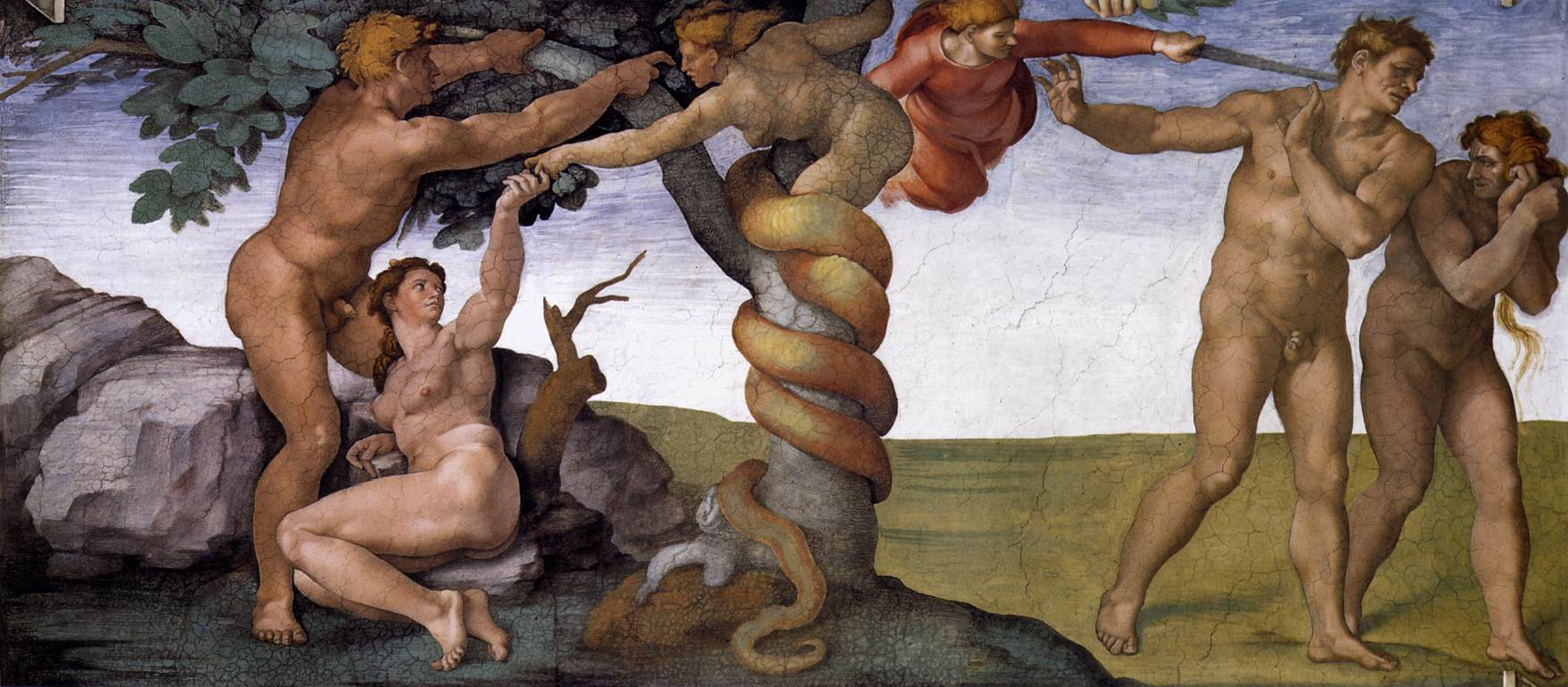
Adam und Eva werden aus dem Paradies vertrieben. Fresko von Michelangelo in der Sixtinischen Kapelle, Anfang des 16. Jahrhunderts

Erbsünde bzw. Ursünde (lateinisch peccatum originale oder peccatum hereditarium) ist ein Begriff der christlichen Theologie für einen Unheilszustand, der durch den (seit der Aufklärung häufig auch nur symbolisch verstandenen) Sündenfall Adams und Evas herbeigeführt worden sei und an dem seither jeder Mensch als Nachfahre dieser Ureltern teilhabe.

## Bezeichnungen

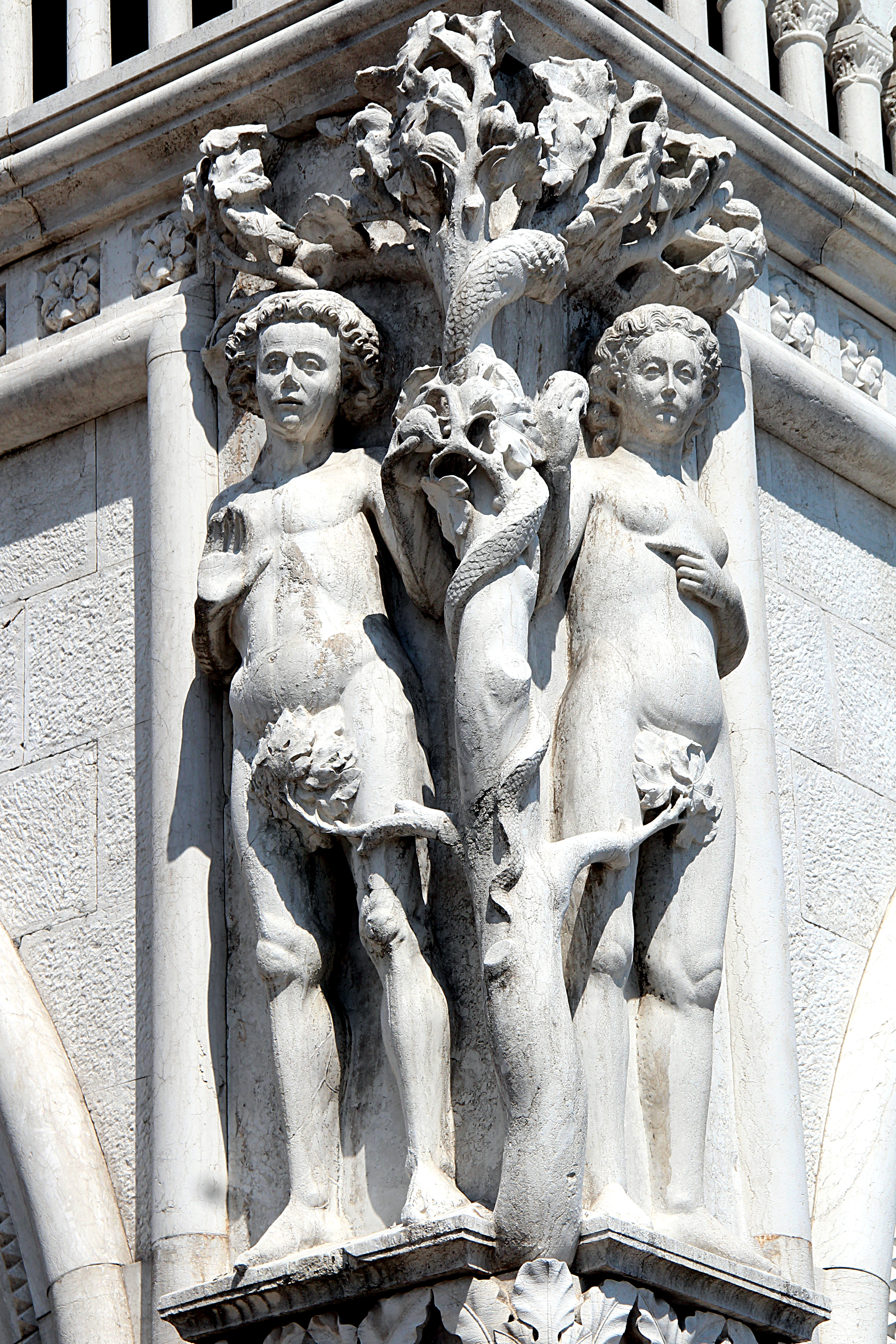
Der Fall von Adam und Eva, ein Werk von Antonio Rizzo aus dem Jahr 1476, das das Kapitell der südwestlichen Ecke des Dogenpalasts in Venedig schmückt.

Die deutsche Bezeichnung Erbsünde ist zuerst in mittelhochdeutscher Zeit seit etwa 1225 belegt. Der zugrundeliegende lateinische Ausdruck peccatum originale (wörtlich ‚ursprüngliche Sünde‘, ‚Ursünde‘) umfasste in seiner Bedeutung sowohl die Sünde Adams und Evas infolge ihres Sündenfalls (lapsus Adami, peccatum primorum parentum, primum peccatum) als auch die dadurch entstandene Erbsünde der Menschheit allgemein. Zur begrifflichen Unterscheidung zwischen dem aktiv begangenen peccatum originale der ersten Eltern und dem nur passiv durch Abstammung aus leiblicher bzw. libidinöser Zeugung erworbenen peccatum originale ihrer Kinder und Nachfahren unterschied die Scholastik seit Alain de Lille zwischen dem (peccatum) originale active (Erbsünde ‚im aktiven Verständnis‘) und (peccatum) originale passive (‚im passiven Verständnis‘), seit Petrus von Tarantasia auch zwischen (peccatum) originale originans (‚erzeugend‘) und (peccatum) originale originatum (‚erzeugt‘). Beide Unterscheidungen wurden seither zum Gemeingut der theologischen Literatur und werden zu Begriffsklärungen auch in neuerer Zeit noch herangezogen. Im Zentrum der theologischen Betrachtung steht in jüngerer Zeit zumeist nicht der Sündenstand der Ureltern, sondern der der Menschheit allgemein, so dass sich die Bedeutung des Ausdrucks Erbsünde zumindest in der Tendenz weitgehend auf das (passive) peccatum originale originatum fokussiert hat.
Der Urstand als Bezeichnung des Zustands von Adam und Eva vor dem Sündenfall ist der Gegenbegriff zur Erbsünde; das Konzept des Urstands entstand bereits in der Antike.

## Erbsünde im Christentum
Der Begriff wird in orthodoxen, römisch-katholischen und verschiedenen evangelischen Traditionen unterschiedlich aufgefasst. Gemeinsam ist in allen christlichen Traditionen die Lehre der Trennung des Menschen von Gott, bedingt durch die Erbsünde. Mit Hilfe Jesu Christi kann die Gemeinschaft mit Gott wiederhergestellt werden. Der Mensch allein besitzt nicht die Kraft dafür. Unterschiede bestehen innerhalb der christlichen Konfessionen hinsichtlich der Art des Weges, welcher zur Erlösung gegangen werden muss (Rechtfertigungslehre).

### Biblische Grundlagen
In den Evangelien sprechen weder Jesus Christus noch die Autoren der Evangelien vom Sündenfall Adams, dessen Fehler Jesus rückgängig zu machen habe. Es sind jedoch deutliche Aussagen über die Verderbtheit der Welt enthalten, die mit der späteren Erbsündenlehre inhaltlich in Einklang gebracht werden können (vgl. Joh 1,9–11 ; Joh 8,44 ).
Der Apostel Paulus entwickelt eine Theologie der Sünde und eine damit zusammenhängende Anthropologie, die als Grundlage der späteren Erbsündenlehre gelten kann, Röm 5,12 .
Paulus parallelisiert darin den für die ganze Menschheit stehenden ersten Menschen, Adam (das hebräische Wort Adam bedeutet einfach „Mensch“), mit dem für die neue Menschheit stehenden zweiten Adam, Christus. So wie aufgrund der Sünde des Ersten die Menschheit dem Tod ausgeliefert war, wird sie aufgrund der Erlösungstat des Zweiten aus diesem Tod errettet: „Durch einen einzigen Menschen kam die Sünde in die Welt und durch die Sünde der Tod, und auf diese Weise gelangte der Tod zu allen Menschen, weil (eph' hô) alle sündigten. […] sind durch die Übertretung des einen die vielen dem Tod anheim gefallen, so ist erst recht die Gnade Gottes und die Gabe, die durch die Gnadentat des einen Menschen Jesus Christus bewirkt worden ist, den vielen reichlich zuteil geworden.“ (Röm 5,12–17 )
Der zentrale Punkt wird im ersten Brief an die Korinther nochmals betont:

„Denn wie in Adam alle sterben, so werden auch in Christus alle lebendig gemacht werden.“

Die Erbsünde stellt somit ein spezifisch christliches, aus dem Erlösungsbegriff hergeleitetes Dogma dar, das im Judentum kein direktes lehrmäßiges Vorbild hat.

### Dogmengeschichtliche Entwicklung
Der erstmals vom Kirchenschriftsteller Tertullian gelehrte Generatianismus besagt, dass nicht nur der Körper, sondern auch die Seele im Zeugungsvorgang vom Vater über den Samen an das Kind vermittelt wird. Hingegen besagt die von Laktanz formulierte Lehre des Kreatianismus, dass die Seele zum Zeitpunkt der Zeugung von Gott neu erschaffen wird. Der Generatianismus erklärt gut die später postulierte Erbsündenlehre, denn so vererbt sich die Sünde Adams auf alle nachfolgenden Geschlechter. Hingegen ist beim Kreatianismus zunächst nicht einsichtig, wieso die neu geschaffene Seele die Sünde ihrer leiblichen Vorväter erben soll.
Der Kirchenvater Augustinus von Hippo formulierte die Erbsündenlehre. Er konnte sich nicht zwischen Generatianismus und Kreatianismus entscheiden, da er zwar mit dem Kreatianismus sympathisierte, jedoch erkannte, dass dieser seine Erbsündenlehre nicht unterstützt. Augustinus kam mutmaßlich auf die Erbsündenlehre, weil der griechische Begriff eph' hô aus Röm 5,12  in der lateinischen Bibelübersetzung, der Vulgata, als in quo wiedergegeben wurde, also: „In ihm (Adam) haben alle gesündigt“.

Augustinus bezog sich wahrscheinlich auf die Vetus Latina: 

„Per unum hominem peccatum intraverit in mundum, et per peccatum mors et ita in omnes homines pertransiit, in quo omnes peccaverunt.“

Augustinus lehrte: Der Mensch komme beladen mit der Erbsünde auf die Welt. Er benötige deshalb zur Erlösung die Gnade Gottes. Dies wurde durch die Menschwerdung, Kreuzigung und Auferstehung Jesu Christi ermöglicht. Aus diesem Grund habe der Apostel Paulus von Christus als dem „neuen Adam“ gesprochen. Die Erlösung finde der Mensch durch das Sakrament der Taufe, da der Getaufte nicht mehr der Erbsünde unterliegt. Daher war für Augustinus die Säuglingstaufe besonders empfehlenswert, um das unmündige Kind der Verdammnis zu entreißen, die ihm drohe, falls es ungetauft sterbe. Gleichwohl verbleibe der Mensch in der sterblichen Welt mit den Folgen der Erbsünde behaftet und diese rechtfertige auch eine ewige Bestrafung der Sünder in der Hölle.
Im Gegensatz zu Augustinus’ Erbsündenlehre steht der von seinem britischen Zeitgenossen Pelagius vertretene Pelagianismus. Nach ihm trage der Mensch die volle Verantwortung für sein eigenes Seelenheil. Adams Sünde habe sich nicht auf alle späteren Menschen vererbt. Pelagius sah seine These der möglichen Sündlosigkeit auch durch die große Zahl der Heiligen in der Schrift belegt. Im Pelagianismus ist die Rolle der Gnade Gottes zweitrangig und auch Christus dient dem Menschen nur als gutes Beispiel, nicht aber als Erlöser. Somit bestehe auch keine Notwendigkeit einer Säuglingstaufe. Augustinus hingegen hielt die Lehre des Pelagius, der Mensch könne, ja müsse sich sein Seelenheil selbst „verdienen“, für eine Überforderung. Dagegen setzte er, in seelsorglicher Absicht, die Erinnerung an die biblischen Schriften, denen zufolge der Mensch eben nicht fehlerlos und sündenfrei ist. Für Augustinus war das Wissen um die Erbsünde ein Schutz vor einem unerfüllbaren Selbstanspruch an die eigene Vollkommenheit – und insofern  entlastend und keineswegs bedrückend. Der Pelagianismus wurde auf dem Konzil von Ephesos im Jahre 431 als Häresie verurteilt.
Die Erbsündenlehre ist bis heute zentral für das westliche Christentum, obwohl der sie unterstützende Generatianismus von der katholischen Kirche mehrfach verurteilt wurde und ihre verbindliche Lehrmeinung heute der Kreatianismus ist, der mit der Erbsündenlehre eher im Konflikt steht.

### Positionen in den orthodoxen Kirchen
Nach Ansicht der Orthodoxen Kirche wurde nicht Adams Sünde als solche, wohl aber die Folge der Sünde Adams, der Tod, auf seine Nachkommen vererbt und versklavte damit die gesamte Schöpfung, die dabei von ihrer eigentlich guten Natur in einen widernatürlichen schlechten Zustand überging. Die Angst vor dem Tod wird in einem „Teufelskreis“ zur Hauptursache weiterer Sünden. Menschen haben aber auch nach dem Sündenfall noch ihren freien Willen und sind innerlich immer noch fähig und gewillt zu den guten Taten, die ihrer eigentlichen, gottgewollten Natur entsprechen; in der versklavten Schöpfung sind gute Taten jedoch nur sehr schwer auszuüben. Da der Mensch nach dem Sündenfall nicht mehr zu Gott kommen konnte, kam Gott in Christus zu den Menschen und versöhnte die Menschen und die ganze Schöpfung so wieder mit sich; der versöhnte Mensch verlässt allmählich den widernatürlichen Zustand und wird frei, seine Fesselung an den Tod und die von diesem unterjochte Welt wird gelockert, wodurch auch die Auferstehung und damit die völlige Überwindung der Fessel möglich wird. Gute Taten werden für ihn mehr und mehr selbstverständlich. Es wird dabei betont, dass der Mensch mit Gott wieder versöhnt wurde und nicht Gott mit dem Menschen. Der Ausdruck eph’ hô aus Röm 5,12 kann auch als „deshalb (also wegen des Todes) haben alle gesündigt“ verstanden werden.

### Positionen reformatorischer Theologen von Luther bis heute
Im Verständnis Martin Luthers und der meisten Reformatoren ist der Mensch immer schon im Zustand der Sünde, der das eigene Handeln von Anfang an negativ beeinflusst. Selbst das neugeborene Kind ist nach diesem Verständnis sündig und bedarf daher der Erlösung. Durch die Taufe kommt es zu keiner Aufhebung der Erbsünde; der Christ wird von Gott gerecht gesprochen (Rechtfertigungslehre), nicht gerecht gemacht. Besonders im Calvinismus wird betont, dass die menschliche Natur an und für sich bereits sündig sei, noch vor jeder konkreten Tat.

### Positionen in der katholischen Theologie vom Konzil von Trient bis heute
Das Konzil von Trient befasste sich, ausgelöst durch die Reformation, abschließend mit diesem Thema und stellte im Decretum de Peccato Originali fest, dass alle Menschen in Nachfolge des Adam, mit Ausnahme von Maria (Mutter Jesu), von der Erbsünde betroffen sind. Dabei wird die Erbsünde durch die Taufe allerdings „vollkommen“ getilgt. Die Erbsünde ist mithin definitionsgemäß derjenige Mangel im Menschen, der bereits durch die Taufe (oder eine ihr entsprechende Zuwendung zu Gott, siehe Begierdetaufe) restlos überwunden wird.
Aus katholischer Sicht zieht der Mensch durch den Sündenfall Adams das Missfallen Gottes auf sich, da der Mensch die übernatürliche Ausstattung der Gnade verloren hat. Der Mensch kann ohne Gnade durch seine guten Handlungen keine „übernatürliche Vollkommenheit“ verdienen. So ist er, von seiner Empfängnis an, schon im Mutterleib im Zustand der Erbsünde, was dazu führt, dass der Mensch zum Bösen neigt und der Verstand nicht mehr das Gute erkennt. Auch die Sinne verhalten sich nicht mehr, wie die Übernatur dies verlangt. Der Ausweg aus der Erbsünde wird im Kreuzestod Jesu Christi und der damit verbundenen Erlösung gesehen.
Im Katechismus der Katholischen Kirche (KKK) heißt es u. a.:

„Im Anschluß an den hl. Paulus lehrte die Kirche stets, daß das unermeßliche Elend, das auf den Menschen lastet, und ihr Hang zum Bösen und zum Tode nicht verständlich sind ohne den Zusammenhang mit der Sünde Adams und mit dem Umstand, daß dieser uns eine Sünde weitergegeben hat, von der wir alle schon bei der Geburt betroffen sind und ‚die der Tod der Seele‘ ist [Vgl. K. v. Trient: DS 1512.]. Wegen dieser Glaubensgewißheit spendet die Kirche die Taufe zur Vergebung der Sünden selbst kleinen Kindern, die keine persönliche Sünde begangen haben [Vgl. K. v. Trient: DS 1514].“

„Die Weitergabe der Erbsünde ist jedoch ein Geheimnis, das wir nicht völlig verstehen können. Durch die Offenbarung wissen wir aber, daß Adam die ursprüngliche Heiligkeit und Gerechtigkeit nicht für sich allein erhalten hatte, sondern für die ganze Menschennatur. Indem Adam und Eva dem Versucher nachgeben, begehen sie eine persönliche Sünde, aber diese Sünde trifft die Menschennatur, die sie in der Folge im gefallenen Zustand weitergeben [Vgl. K. v. Trient: DS 1511-1512.]. Sie ist eine Sünde, die durch Fortpflanzung an die ganze Menschheit weitergegeben wird, nämlich durch die Weitergabe einer menschlichen Natur, die der ursprünglichen Heiligkeit und Gerechtigkeit ermangelt. Deswegen ist die Erbsünde ‚Sünde‘ in einem übertragenen Sinn: Sie ist eine Sünde, die man ‚miterhalten‘, nicht aber begangen hat, ein Zustand, keine Tat.“

Die neuere Theologie versucht einen adäquateren Begriff für den mit „Erbsünde“ bezeichneten Sachverhalt zu finden. Hier setzt sich in den letzten Jahren der Terminus „universale Sündenverfallenheit“ durch, der überholte Vorstellungen, wie den Monogenismus oder die personale Implikation des Begriffes Sünde (als ginge es um eine persönlich begangene Tat) aufhebt, um zugleich die unfreie Situiertheit und bleibende Verführbarkeit des Menschen zum Bösen, aber auch seine Erlösungsbedürftigkeit als Inhalte zu erhalten. Andere terminologische Vorschläge sind: Erbverwundung, Erbunheil, Erbschwäche.
Peter Knauer sieht in der fortwährenden Angst um sich selbst das Wesen der Erbsünde, das jedem weiteren Fehlverhalten zugrunde liegt und aus dem heraus es erwächst.
Joseph Ratzinger versteht die Erbsünde nicht im Sinne einer biologischen Vererbung, sondern betont die kollektiven menschlichen Verstrickungen der Vergangenheit, in die jeder Mensch durch seine Geburt eintritt. Diese schränken die Selbstbestimmung ein und geben den Rahmen der eigenen Freiheit vor: „Niemand hat die Möglichkeit, an einem perfekten ‚Punkt Null‘ anzufangen und sein Gutes in völliger Freiheit zu entwickeln.“ Am 20. April 2007 erklärte er als Papst Benedikt XVI., der Limbus puerorum (die „Vorhölle“, der Ort für die Seelen ungetauft verstorbener Kinder) gehöre nicht zur Lehre der Kirche, sondern sei eine ältere theologische Theorie. Roland Minnerath, der Erzbischof von Dijon, erläuterte die Entscheidung: Die Theologen im Vatikan seien zu der Auffassung gelangt, dass kleine Kinder, die nicht getauft sind und sterben, direkt ins Paradies kämen. Das Dokument der Internationalen Theologenkommission besagt jedoch auch (in Absatz 41), dass der Limbus eine „mögliche theologische Meinung bleibe“.

### Positionen im Quäkertum
Im frühen Quäkertum glaubte man an eine Befreiung von der Erbsünde durch die Hinwendung zu Gott und einem verdienstvollen Lebenswandel. So schreibt George Fox in seinem Tagebuch:

„Nun war ich im Geiste bei dem flammenden Schwert vorbei ins Paradies Gottes eingedrungen. Alle Dinge waren wie umgewandelt für mich und die ganze Schöpfung hatte einen andern Geruch für mich, uber alles was Worte ausdrücken können. Ich wusste nur noch von Reinheit, Unschuld und Rechtschaffenheit, denn ich war erneuert zum Ebenbild Gottes (Kol. 3:10) durch Christus, in den Zustand, in dem Adam vor dem Fall gewesen war.“

Im heutigen liberalen Quäkertum hat die Erbsünde keine theologische Relevanz mehr.

## Andere Religionen

### Islam
Der Koran (7,19–25; 2,35–39; 20,117–124) erinnert an den Sündenfall und die Vertreibung aus dem Paradies (Gen 3,1–24 ), doch übernimmt er nicht die paulinische Lehre von der Erbsünde. Im Koran, Sure 2, Vers 37, wird sogar ausdrücklich erwähnt, dass Allah Adam bereits verziehen habe, weswegen das christliche Dogma von der Erbsünde dem islamischen Dogma vom allverzeihenden Gott gegenüberstehe. Jeder einzelne Mensch wird nach islamischer Lehre nur für seine eigenen Taten zur Verantwortung gezogen; beim Gericht kann niemand einem anderen Menschen helfen oder schaden. Wenn ein Mensch schlechte Taten aufrichtig vor Gott bereut und um Vergebung bittet, so wird ihm diese zuteil.

„Es gibt unter den Menschen keinen Neugeborenen, der nicht bei seiner Geburt von Satan berührt wird, und er auf Grund der Berührung durch Satan zu schreien beginnt. Nur Maryam [Maria] und ihr Sohn sind die Ausnahme davon.“ Abū Huraira erwähnte darauf „[…] und siehe, ich möchte, dass sie und ihre Nachkommen bei dir Zuflucht nehmen vor dem verfluchten Satan. (Koran 3:36).“

### Judentum
Im Judentum wird  die Vertreibung von Adam und Eva aus dem Garten Eden nicht als Beginn einer zwangsläufigen erblichen Sünde angesehen.
Die Verstoßung aus dem Garten Eden und die weiteren Konsequenzen zeigen das Bild der Welt, wie es ist, und werden im Judentum als Maßnahmen verstanden, die das materielle, nicht aber das spirituelle Leben der Menschen betrifft. Allerdings ist durch den Verzehr der verbotenen Frucht, der „böse Trieb“, (Yetzer hara, hebräisch יֵצֶר הַרַע Yetzer ha-Ra) in den Menschen geraten, der seitdem in jedem Menschen vorhanden ist und ihn in seinem Handeln beeinflusst.
Die Ankündigung, dass die Nachkommen Evas den Nachkommen der Schlange den Kopf zertreten werden (Gen 3,15 ), wird als Aussage zur Gefahr von Giftschlangen und menschlicher Angst vor ihnen gewertet (im Christentum wird dies hingegen als Ankündigung des Sieges Jesu über den Satan gedeutet). Der Tanach bezieht sich auch in keiner Erzählung auf die Vertreibung Adams und Evas aus dem Paradies, weil nicht die Lokalität die Rolle spielt, sondern die Fähigkeit des Menschen, seinen „bösen Trieb“ (siehe Jetzira) zu überwinden.
Die wichtigste jüdische Aussage zum Status der Seele des Menschen lautet, sie sei ein Funke Gottes und somit rein. Wenn der Mensch aber sündigt, verunreinigt er seine Seele. Durch aufrichtige Reue und den konsequenten Entschluss diese Sünden nie wieder zu begehen (Teschuva), seine Seele wieder rein zu machen ist Gott barmherzig und vergibt Sünden. Hätten Adam und Eva ihre Sünde bereut, dann hätte Gott auch ihnen vergeben.
Die Sünden der Vorfahren haben keinen Einfluss auf die Seele des Menschen, denn er war nicht an ihnen beteiligt und es wäre ungerecht, ihn dafür verantwortlich zu machen. Wenn er jedoch die Sünden seiner Vorfahren fortsetzt, und zwar mit einer noch stärkeren Intensität, als sie es getan haben, werden diese Sünden auch ihm zugerechnet.
Dies alles hat nichts mit der Lokalität zu tun. Darum gibt es in dieser Hinsicht keinen direkten Bezug zum „Garten Eden“.
Eine Erlösung im christlichen Sinne ist für das Judentum nicht notwendig, weil es eben keine Erbsünde für das Volk Israel gibt. Das Warten im Judentum auf den Messias hat nichts mit Erlösung zu tun, sondern ist das Zeichen für den Beginn der „Kommenden Welt“, in der alle Juden (von den „vier Enden der Erde“) gesammelt werden.

## Philosophische, psychologische und kulturwissenschaftliche Interpretationen
Die Lehre von der Erbsünde soll laut Sigmund Freud orphischer Herkunft sein; sie sei in den Mysterien erhalten geblieben und habe von dort aus Eingang in die Philosophenschulen des griechischen Altertums gefunden. Sie finde sich in Schopenhauers Philosophie wieder, der in Die Welt als Wille und Vorstellung den Weltwillen als ewig schuldigen begreift.
René Girard betrachtet in seiner mimetischen Theorie die Erbsünde kulturanthropologisch. Die ewige Schuld der Menschen besteht nach Girard darin, dass sie immer versuchen, die eigene Gewalt durch Ritualisierung der Gewalt einzudämmen. Indem sie unschuldige Opfer töten und anschließend heiligen, halten sie den Opferzyklus in Gang. Diesen Zyklus erkannt und verurteilt zu haben, stellt sich Girard zufolge als Hauptverdienst der neutestamentlichen Offenbarung dar.
Hoimar von Ditfurth sieht in der Erbsünde „jene unserer kardinalen Schwächen, auf die auch die evolutionäre Betrachtung des heutigen Menschen uns hat stoßen lassen: unsere prinzipielle, aus unserer ‚Natur‘ entspringende Unfähigkeit, das, was wir als richtig erkannt haben, auch zu tun“.